# داريوس بويد
داريوس بويد (بالإنجليزية: Darius Boyd)‏ هو لاعب دوري الرغبي أسترالي، ولد في 17 يوليو 1987 في بريزبان في أستراليا.

## روابط خارجية
- داريوس بويد على موقع ItsRugby.co.uk (الإنجليزية)